# Rima Birt
Rima Birt – rów  na powierzchni Księżyca o długości około 50 km. Znajduje się na obszarze Mare Nubium na współrzędnych selenograficznych ☾ 21,0°S 9,0°W/-21,000000 -9,000000. Nazwa tego kanału została nadana w 1964 roku przez Międzynarodową Unię Astronomiczną i pochodzi od pobliskiego krateru Birt.